# Bellefontaine (Martinica)
Bellefontaine  es una población y comuna francesa, situada en la región de Martinica, departamento de Martinica, en el distrito de Saint-Pierre, Martinica y Cantón de Case-Pilote-Bellefontaine.

## Geografía
Bellefontaine es una ciudad en la costa caribeña de Martinica entre Carbet y Case-Pilote. Con 11,89 km², es el municipio más pequeño en el área de la Martinica. Entre las principales actividades de esta pequeña ciudad son la pesca y la agricultura. En la actualidad hay en el distrito de White Horse, el norte de la escuela del Caribe.

## Demografía
|                        | 1.384 | 1.616 | 1.324 | 1.527 | 1.521 | 1.469 | 1.476 |
| según define el INSEE. |       |       |       |       |       |       |       |

## Economía
La tasa de desempleo, en 1999, para el municipio fue del 25,9 %.

## Lugares y monumentos
- El torgiléo: antiguo restaurante en forma de barco.
- El Vidriero.
- El melocotón(pesca) en el sena.